# Lykopen

Strukturformel.

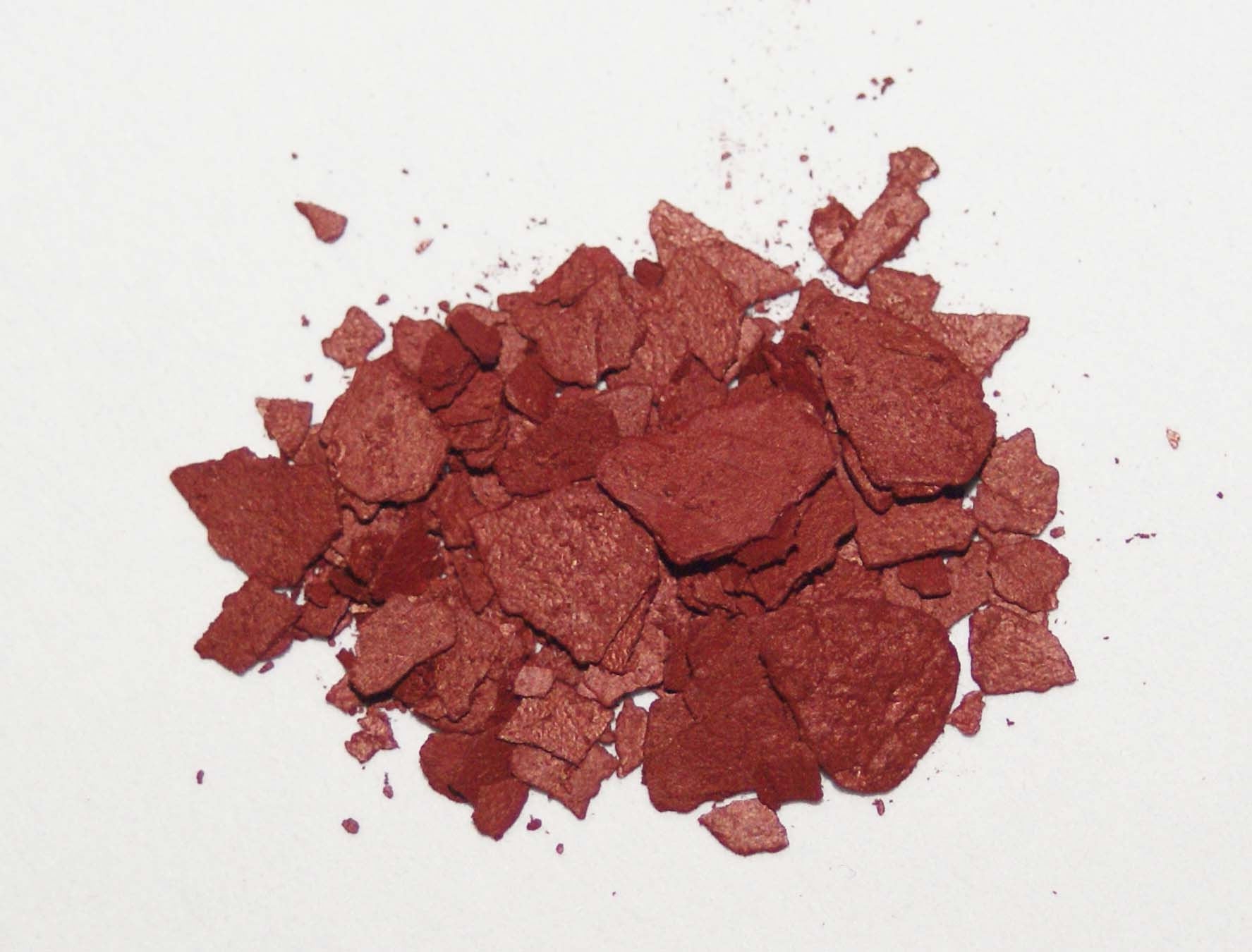
Lykopen

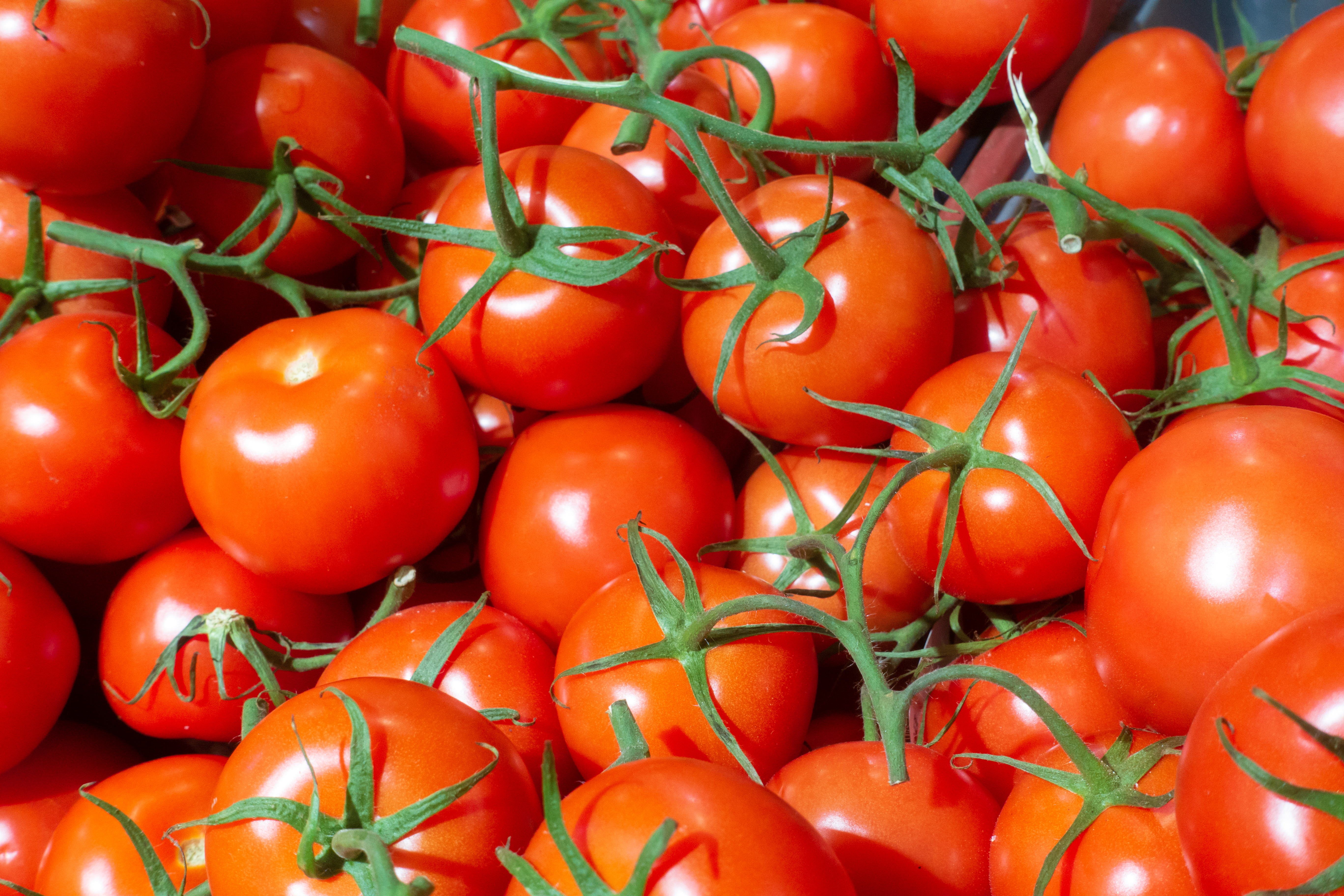
Kvisttomater, extra rika på lykopen.

Lykopen är tillsammans med β-karoten den karotenoid som normalt förekommer i högst halt i kroppen, och då främst i blodplasman. Forskningen har på senare tid fokuserat en hel del på karotenoidernas antioxidativa egenskaper och kartläggning av dess förekomst. Då lykopen innehåller fler dubbelbindningar än övriga karotenoider som valts ut i dessa studier – 13 mot övriga karotenoiders 11 – och de antioxidativa egenskaperna står i förhållande till antalet dubbelbindningar, är det troligt att lykopen har högre antioxidativ potential än de andra karotenoiderna.
I studier har det dessutom visat sig en positiv inverkan på karotenoid-absorptionen genom värmebehandling, det vill säga att exempelvis kokt tomatsås ger en högre åtkomst av lykopen än färska tomater.
Tomater och tomatprodukter har det största lykopeninnehållet i livsmedel, men lykopen förekommer även i aprikoser, blodgrape, vattenmelon, skär guava, papaya, röd paprika, havtorn, gojibär och nypon. Som livsmedelsfärgämne har lykopen E-nummer E 160 d.
Halten lykopen i µg per 100g portion:
| Livsmedel             | Innehåll [µg/100g] |
| --------------------- | ------------------ |
| Aprikoser, på burk    | 65                 |
| Aprikoser             | 5                  |
| Grapefrukt, röd       | 1 462              |
| Tomatjuice, på burk   | 9318               |
| Tomater, röda, kokade | 4 400              |
| Tomater, röda, råa    | 3 025              |
| Vattenmelon           | 4 868              |